# Alois Rothmaier
Alois Rothmaier (* 9. November 1896; † 8. September 1962) war ein deutscher Kommunalpolitiker.

## Werdegang
Rothmaier stammte aus Wurzach und kam 1930 als Ratsschreiber nach Ellwangen. Nach Ende des Zweiten Weltkriegs wurde er von der Militärregierung für einige Monate als Bürgermeister der Stadt eingesetzt. Anschließend war er acht Jahre als Verwaltungsaktuar tätig. In dieser Funktion verwirklichte er die Rieswasserversorgung, mit der 22 Gemeinden mit Wasser versorgt wurden. Er war außerdem Vorsitzender des Wasserverbandes Obere Jagst.
Am 25. Oktober 1953 wurde er zum Bürgermeister von Ellwangen gewählt und trat das Amt am 16. Februar 1954 an. Während seiner Amtszeit wurde die Stadt im Juli 1956 Bundeswehrstandort. Das Peutinger-Gymnasium wurde neu errichtet und das Jesuitenkolleg zum Justizzentrum umgebaut. Auch die Gründung der Ellwanger Heimattage 1956 geht auf ihn zurück.
Er kam am 8. September 1962 bei einem Verkehrsunfall ums Leben.

## Ehrungen
- Dezember 1951: Verdienstkreuz am Bande der Bundesrepublik Deutschland
- 1962: Verdienstkreuz 1. Klasse der Bundesrepublik Deutschland